# Thomas C. Breuer

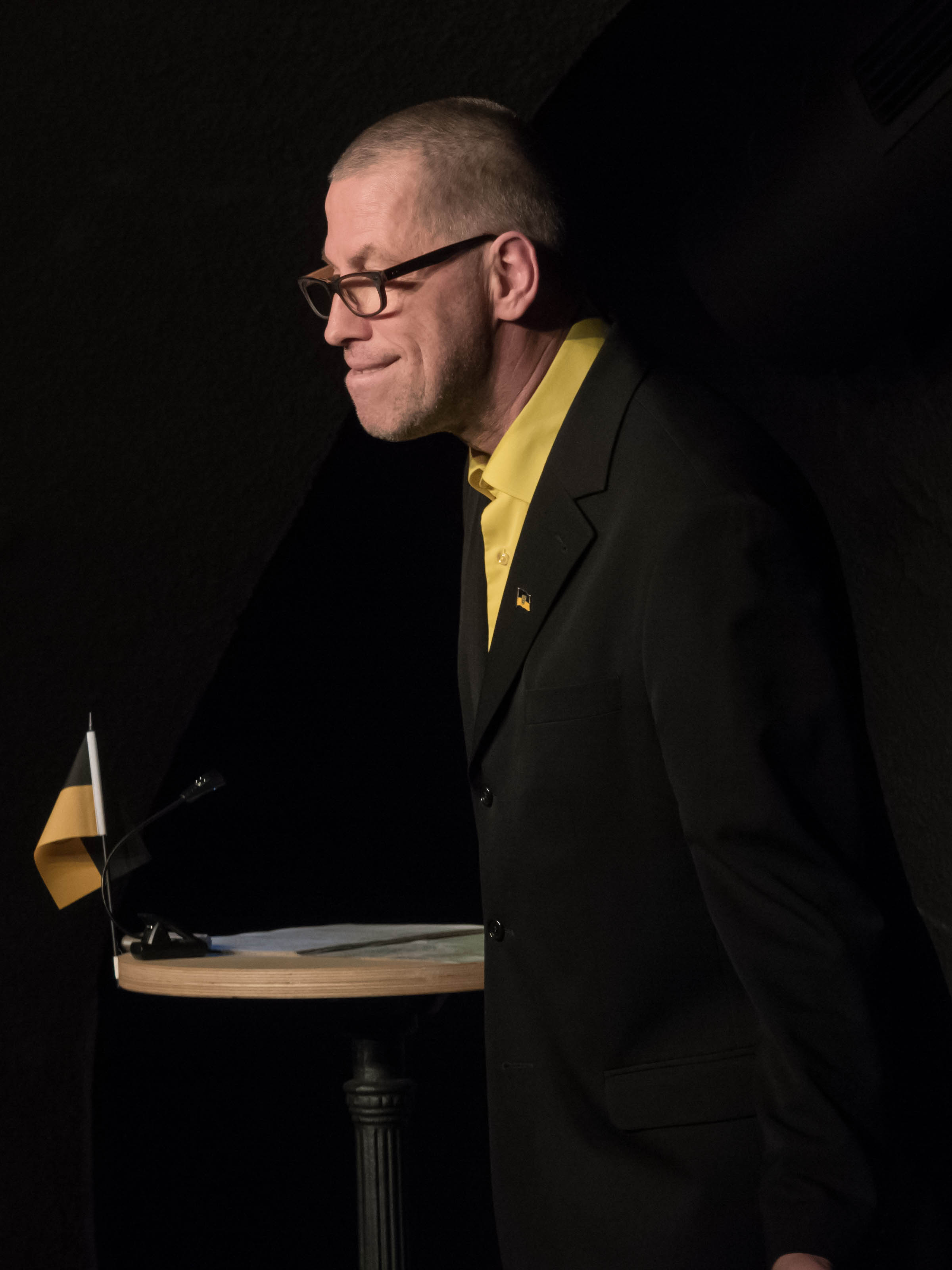
Thomas C. Breuer im Kleinkunstkreis Donaueschingen am 4. April 2014

Thomas C. Breuer (* 5. Oktober 1952 in Eisenach) ist ein deutscher Schriftsteller und Kabarettist. In seinen Beiträgen verknüpft er scheinbar Widersinniges über willkürliche Verballhornung und Verknüpfungen von Worten und Begriffen zu neuen, satirischen Aussagen.

## Leben
Thomas C. Breuer wuchs in Bad Ems auf, lebte später in Koblenz und hat in Trier eine Lehre zum Buchhändler abgeschlossen. Seit 1977 ist er als Kabarettist auf Kleinkunstbühnen in Deutschland, in Nordamerika und in der Schweiz tätig und arbeitet regelmäßig für verschiedene TV-Programme. Breuer schreibt Romane und Satiren. 2007 erschien beim MaroVerlag in Augsburg sein 25. Buch, der satirische Lebensbericht „Hitze in Dosen. Ein Soundtrack“.
Thomas C. Breuer lebte 25 Jahre in Heidelberg und zog später nach Rottweil. 2018 gab er bekannt, seine Karriere als Kabarettist zu beenden.

## Einzeltitel (Auswahl)
- Säntimäntls Reise, Roman (1986).
- Schnell Époque. Rasante Stimmungsbilder aus deutschen Landen, rororo, (1987), ISBN 3-499-15864-7
- Sekt in der Wasserleitung, Roman (1996).
- Heidelberger Demenz, Satiren (1997).
- Stadt Land Blues. Einseitige Geschichten (2000).
- Schweizerkreuz und quer (2001).
- Paradies etc. (2002).
- Schweizfahren (2005).
- Hitze in Dosen. Ein Soundtrack (2007).

## Auszeichnungen
- 2014 Salzburger Stier[1]